# Cryptopygus
Genre
Synonymes
- Spinurosomia Bagnall, 1949
- Parafolsomia Salmon, 1949

Cryptopygus est un genre de collemboles de la famille des Isotomidae.

## Liste des espèces
Selon Checklist of the Collembola of the World (version du 29 août 2019) :
- Cryptopygus agreni (Börner, 1903)
- Cryptopygus albaredai Selga, 1962
- Cryptopygus albus Yosii, 1939
- Cryptopygus ambus Christiansen & Bellinger, 1980
- Cryptopygus andinus Díaz & Najt, 1995
- Cryptopygus annobonensis Selga, 1962
- Cryptopygus anomala Linnaniemi, 1912
- Cryptopygus antarcticus Willem, 1901
- Cryptopygus aquae (Bacon, 1914)
- Cryptopygus araucanus Massoud & Rapoport, 1968
- Cryptopygus arcticus Christiansen & Bellinger, 1980
- Cryptopygus axayacatl Palacios-Vargas & Thibaud, 2001
- Cryptopygus badasa Greenslade, 1995
- Cryptopygus beijiangensis Hao & Huang, 1995
- Cryptopygus benhami Christiansen & Bellinger, 1980
- Cryptopygus binoculatus Deharveng, 1981
- Cryptopygus campbellensis Wise, 1964
- Cryptopygus cardusi Selga, 1962
- Cryptopygus cinctus Wahlgren, 1906
- Cryptopygus cisantarcticus Wise, 1967
- Cryptopygus clavatus (Schött, 1893)
- Cryptopygus constrictus (Folsom, 1937)
- Cryptopygus decemoculatus (Salmon, 1949)
- Cryptopygus delamarei Poinsot, 1970
- Cryptopygus dubius Deharveng, 1981
- Cryptopygus elegans (Cardoso, 1973)
- Cryptopygus elegans (Rapoport & Izarra, 1962)
- Cryptopygus exilis (Gisin, 1960)
- Cryptopygus hirsutus (Denis, 1931)
- Cryptopygus indecisus Massoud & Rapoport, 1968
- Cryptopygus indicus Brown, 1932
- Cryptopygus insignis Massoud & Rapoport, 1968
- Cryptopygus interruptus Schött, 1927
- Cryptopygus kahuziensis Martynova, 1978
- Cryptopygus lamellatus (Salmon, 1941)
- Cryptopygus lapponicus (Brown, 1931)
- Cryptopygus lawrencei Deharveng, 1981
- Cryptopygus mauretanica Handschin, 1925
- Cryptopygus minimus Salmon, 1941
- Cryptopygus novaezealandiae (Salmon, 1943)
- Cryptopygus novazealandia (Salmon, 1941
- Cryptopygus oeensis (Caroli, 1914)
- Cryptopygus parallelus (Wahlgren, 1901)
- Cryptopygus parasiticus (Salmon, 1943)
- Cryptopygus patagonicus Izarra, 1972
- Cryptopygus pentatomus (Börner, 1906
- Cryptopygus perisi Selga, 1960
- Cryptopygus pilosus (Womersley, 1934)
- Cryptopygus pseudominuta Schött, 1927
- Cryptopygus quadrioculatus (Rapoport, 1963)
- Cryptopygus quadrioculatus Martynova, 1967
- Cryptopygus quadrioculatus Wise, 1963
- Cryptopygus quadrioculatus Yoshii, 1995
- Cryptopygus quinqueoculatus Izarra, 1970
- Cryptopygus reagens Enderlein, 1909
- Cryptopygus roberti (Fjellberg, 1991)
- Cryptopygus scapelliferus (Gisin, 1955)
- Cryptopygus separatus (Denis, 1931)
- Cryptopygus sphagneticolus (Linnaniemi, 1912)
- Cryptopygus subalpinus (Salmon, 1944)
- Cryptopygus subantarcticus Wise, 1970
- Cryptopygus sverdrupi Lawrence, 1978
- Cryptopygus tasmaniensis Womersley, 1942
- Cryptopygus terranova (Wise, 1967)
- Cryptopygus tingus Queiroz & de Mendonça, 2010
- Cryptopygus travei Deharveng, 1981
- Cryptopygus tricuspis Enderlein, 1909
- Cryptopygus tridentatus (Handschin, 1929)
- Cryptopygus triglenus Ellis, 1976
- Cryptopygus trioculatus Izarra, 1972
- Cryptopygus ulrikeae (Najt & Thibaud, 1987)
- Cryptopygus vtorovi Martynova, 1978
- Cryptopygus yosiii Izarra, 1965
- Cryptopygus zenderi (Winter, 1967)

## Publication originale
- Willem, 1901 : Les Collemboles recueillis par l'Expédition Antarctique Belge. Annales de la Société Entomologique de Belgique, vol. 45, p. 260-262 (texte intégral).